# Michele I Cerulario
Michele I Cerulario (in greco Μιχαὴλ Κηρουλάριος?; Costantinopoli, 1000 – Costantinopoli, 21 gennaio 1059) fu Patriarca di Costantinopoli dal 1043 fino alla sua morte. Insieme a Papa Leone IX fu protagonista del Grande Scisma.

## Biografia
Michele Cerulario apparteneva a una famiglia aristocratica di Bisanzio. Ma nel 1040 era stato coinvolto in una congiura dell'imperatrice Zoe contro Michele IV Paflagonio, per cui era stato costretto all'esilio. Escluso dalla politica era allora divenuto monaco per intraprendere la carriera ecclesiastica. Amnistiato dal nuovo imperatore Costantino IX Monomaco nel 1041 poté tornare a Costantinopoli. Così dopo la morte del patriarca Alessio I Studita, il 25 marzo 1043 venne nominato patriarca di Costantinopoli dall'imperatrice regnante Zoe Porfirogenita. Il nuovo patriarca seppe imporsi al debole Monomaco, che non approvava in tutto la sua polemica antipapale e la sua intransigenza, e così provocherà lo scisma.
Nel dicembre 1048 a Roma veniva eletto al soglio papale l'alsaziano Leone IX. I dissapori tra le due Chiese riemergevano già da lunga data ad intervalli regolari sin dai tempi di Fozio, sulla scorta della secolare questione del Filioque inerente alla natura dello Spirito Santo, tanto che il divario si era fatto sempre più ampio, ma ora soprattutto sugli usi diversi e differenze liturgiche. Oltreché per il titolo ecumenico del patriarca, contestato da Roma, per cui già dal 1024 (dopo le fallite trattative tra Eustazio e Giovanni XIX) il nome del papa non era più citato nei dittici di Santa Sofia.
Michele Cerulario cominciò ben presto a contestare tutte le innovazioni che Leone IX stava introducendo nelle regole della Chiesa, in particolare la sua condanna sul matrimonio del clero. Per cui, a sua volta il patriarca attaccò la tradizione del celibato ecclesiastico, quindi la tonsura della barba i digiuni sabbatici ed infine, nel 1051, la celebrazione dell'eucaristia con pane azzimo: tutti costumi in uso presso la chiesa latina, che egli accusò di degenerazione eretica. Finché giunse a chiudere al culto tutte le chiese latine o monasteri di Costantinopoli che non utilizzavano lingua e rito greco, aumentando la propria autorità ma compromettendo i rapporti tra il Papato romano e l'Impero d'Oriente.
Tale atteggiamento nasceva non solo da esigenze teologico-dottrinali, ma anche da questioni politiche, in quanto la Chiesa di Roma grazie prima ai Franchi e poi ai Normanni stava latinizzando e recuperando alla sua giurisdizione le terre bizantine in Italia (pure passate a Costantinopoli durante la lotta iconoclasta) e minacciava le pretese orientali al primato in seno alla Chiesa orientale.
Nel 1053 l'arcivescovo Leone di Ocrida inviò – per conto se non a nome del Cerulario – una lettera circolare a Giovanni vescovo di Trani (nel thema pugliese della Longobardia), un vescovo che, sebbene in territorio bizantino, seguiva il rito latino e dipendeva ecclesiasticamente da Roma. Nella lettera si attaccavano e condannavano violentemente i riti liturgici latini, in particolare l'uso del pane azzimo, accusando gli occidentali di non essere "né giudei, né cristiani". Tale lettera era anche diretta, per conoscenza, a tutti i vescovi franchi (cioè latini) ed allo stesso reverendissimo papa. La lettera infatti, giunta a Roma, fu tradotta, dal greco in latino, da Umberto di Silva Candida, cui il papa diede anche l’incarico di rispondere, controbattendo le tesi.
Dopo la sconfitta di Civitate Papa Leone, che cercava l'alleanza con l'Imperatore per combattere i Normanni, rispose a due nuove lettere più concilianti dell'imperatore e del patriarca, e, bloccato a Benevento, inviò poi a Costantinopoli dei suoi legati con l'incarico di risolvere questa situazione critica e di convincere i fratelli d'Oriente a rimuovere le contestazioni accettando le nuove direttive che egli, in qualità di Primate dei cinque patriarcati romani, aveva impartito, pena la scomunica del patriarca contenuta in una bolla già in possesso dei legati pontifici.
La missione guidata dal cardinale Umberto di Silva Candida e composta dal cancelliere Federico di Lorena e dall'arcivescovo Pietro di Amalfi, partita in gennaio arrivò in aprile, ben accolta dall'Imperatore. Senza preamboli, contestò la legittimità dell'elezione di Michele, del titolo di ecumenico del patriarca e l'interpretazione del suo preteso secondo posto in onore nella gerarchia ecclesiastica dopo il vescovo di Roma.
In risposta il Patriarca si rifiutò per tre mesi di ricevere i legati latini, peraltro in difficoltà per la morte del Papa. Finché stancatosi, il 16 luglio 1054 il cardinale Umberto depositò sull'altare di Santa Sofia la bolla di scomunica di Cerulario e dei due suoi collaboratori. Dopodiché i legati papali abbandonarono senz'altro Costantinopoli per Roma.
Il 24 luglio, dopo un sinodo apposito, Cerulario rispose in modo analogo, scomunicando Umberto di Silva Candida e gli altri due legati papali.
Effettivamente al momento delle reciproche scomuniche, papa Leone, tornato a Roma dopo l'accordo con i Normanni, era già morto e di conseguenza l'autorità dei legati pontifici era di fatto venuta meno, ma quale plenipotenziario il cardinale Umberto non si fermò. Lo scontro portò ad uno scisma tra le due Chiese, che si generalizzò a tutto l'Oriente, cioè agli altri 3 Patriarcati melchiti, subito informati dal Cerulario, e che rimase in essere da allora fino ad oggi, pur considerandosi ciascuna come cattolica e ortodossa. Da allora la Chiesa di Roma e quelle ad essa unite furono note come Chiesa cattolica, cioè universale, mentre quella di Costantinopoli e gli altri Patriarcati orientali divennero Chiesa ortodossa, cioè fedele al dogma. Lo scisma sarebbe terminato nel 1438, grazie al Concilio unionista di Ferrara-Firenze: se non che, con la dominazione ottomana, questo Concilio fu annullato, per motivi burocratici, da un Concilio locale convocato nel 1484 dal patriarca Simeone.
Nel 1055 a Costantino IX (morta l'imperatrice Zoe nel 1050) successe la cognata e co-imperatrice Teodora, la quale ricevette un'ambasciata di papa Vittore II, con cui cercò di instaurare una trattativa che non condusse ai risultati sperati, per l'opposizione del Cerulario.
Nel 1057 però Michele Cerulario entrò in contrasto con il nuovo imperatore Michele VI Stratiotico, favorendo la rivolta degli eserciti d'Asia e l'ascesa al trono di Isacco I Comneno, che poi da imperatore lo ricompensò.
Tuttavia, i rapporti tra il patriarca e l'imperatore si deteriorarono presto. Di fronte a un deficit disastroso, Isacco dovette, per pagare gli eserciti, revocare le esenzioni fiscali concesse da Costantino IX e Michele VI a monasteri e chiese, arrivando addirittura ad espropriare alcuni beni ecclesiastici in base a una legge risalente a Niceforo II Foca. Ciò provocò le ire del patriarca che si lamentò apertamente di questo trattamento e minacciò di abbattere l'imperatore nello stesso modo in cui lo aveva portato al potere. Fu in questo momento che iniziò a indossare gli stivali purpurei riservati all'imperatore, senza dubbio per affermare, come cominciava a fare il papa a Roma, che il potere spirituale era uguale, se non superiore, al potere imperiale.
Ma Isacco era di stampo diverso dai suoi predecessori e poteva contare sull'appoggio incondizionato dell'esercito. Il 2 novembre 1058, mentre il patriarca si trovava in visita a una chiesa fuori le mura della città, Isacco lo fece arrestare dalla guardia variaga a lui totalmente devota e lo fece portare a Prokonnesos, un'isola nel mar di Marmara, in un monastero dove fu tenuto in custodia a vista. L'imperatore fece pressioni sul Cerulario per convincerlo a dimettersi dal suo incarico, senza risultato. Stanco della lotta, allora convocò un sinodo da qualche parte in Tracia, lontano dalla capitale e dalle folle che avrebbero potuto sostenere il patriarca. Michele Psello, che in passato aveva avuto un contenzioso con il patriarca ed ora era monaco, fu incaricato dei motivi che avrebbero accusato il Cerulario di eresia, blasfemia ed altre turpitudini. Tuttavia, Michele morì il 21 gennaio 1059, prima che si tenesse il processo. L'imperatore quindi designò Constantino Leikoudès come suo successore dal 1059.